# カナダアーム2

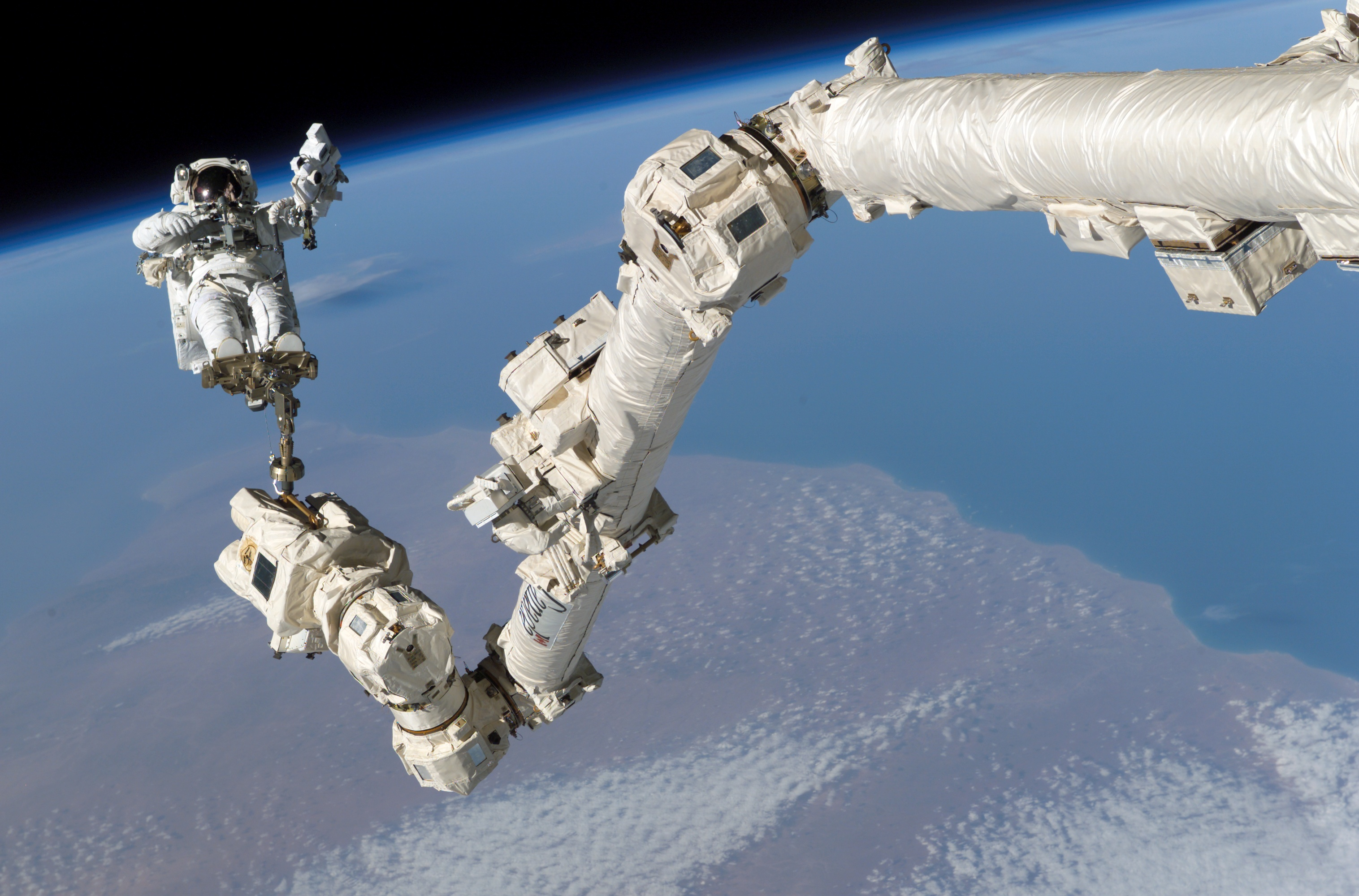
STS-114でスティーヴン・K・ロビンソン飛行士を支えるカナダアーム2

カナダアーム2（英: Canadarm 2）は、国際宇宙ステーション (ISS) に搭載されているロボットシステムである。実際にはカナダアーム2はモービルサービスシステム (MSS) のひとつの構成要素である。
カナダアーム2は、ISSの周囲で多目的実験モジュールやトラスを組み立てたり、実験装置、曝露交換機器の交換や移動を行ったり、宇宙飛行士が宇宙空間で船外活動 (EVA) するのを支援したり、子アームであるSPDM「デクスター」（後述）の移動や作業を支援するなど、ISSの組立と整備において重要な役割を持っている。特別な訓練を受けた宇宙飛行士が、カナダアーム2の様々なシステムを操作してこれらの作業を行う。

## MSS
MSSは、腕にあたる宇宙ステーションリモートマニピュレーターシステム（英: Space Station Remote Manipulator System, SSRMS）と呼ばれる部分と、モービルベースシステム（英: Mobile Remote Servicer Base System, MBS）、そしてデクスターとも呼ばれる部分（英: Special Purpose Dexterous Manipulator, SPDM）で構成される。MSSは統合トラス構造の上のレールを、MBSを載せたアメリカが開発したモービルトランスポーター（英: Mobile Transporter, MT）で移動することができる。
MSSは、カナダ宇宙庁がISS計画に参加するために、MDAスペースミッション社（以前はMDロボティクス、SPARエアロスペースと呼ばれていた）により設計製造された。

### カナダアーム2

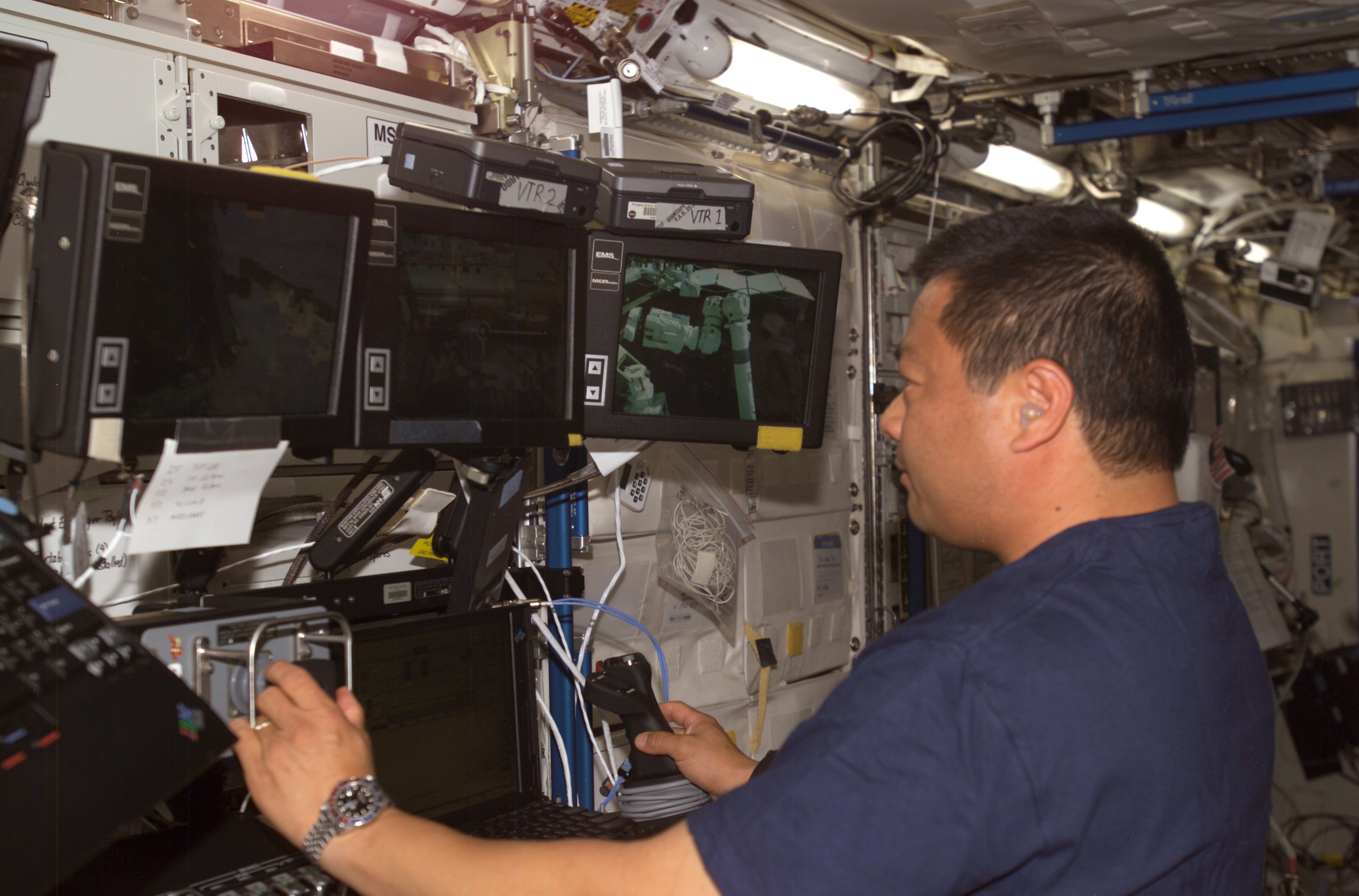
デスティニー内でカナダアーム2を操作するリロイ・チャオ飛行士

カナダアーム2は2001年4月にSTS-100で打ち上げられた。スペースシャトル用ロボットアームカナダアームの次世代型で、より大型で、より進歩している。カナダアーム2の重量は1,800kg、直径は35cmあり、7つの電動関節を全て伸ばすと全長は17.6mになる。アームは最大で116,000kgの大型ペイロードを動かしたり、スペースシャトルとのドッキングを補助することができる。正式には「宇宙ステーション用ロボットアーム（英: Space Station Remote Manipulator System, SSRMS）と呼ばれており、ちょうど尺取り虫のように、ISSの端から端までの多くの部分へ、自分で移動することができる。この移動先は、ISSの各所に設置される電力データグラップルフィクスチャ（英: Power Data Grapple Fixture, PDGF）に限られる。PDGFは、アーム両端のエンドエフェクタ（英: Latching End Effector, LEE）を通じて電力、信号、映像を送受できる。アームは、MT/MBSを利用してISSのトラス（レールが引かれている場所のみであり、先端までは行くことはできない）に沿って移動することもできる。

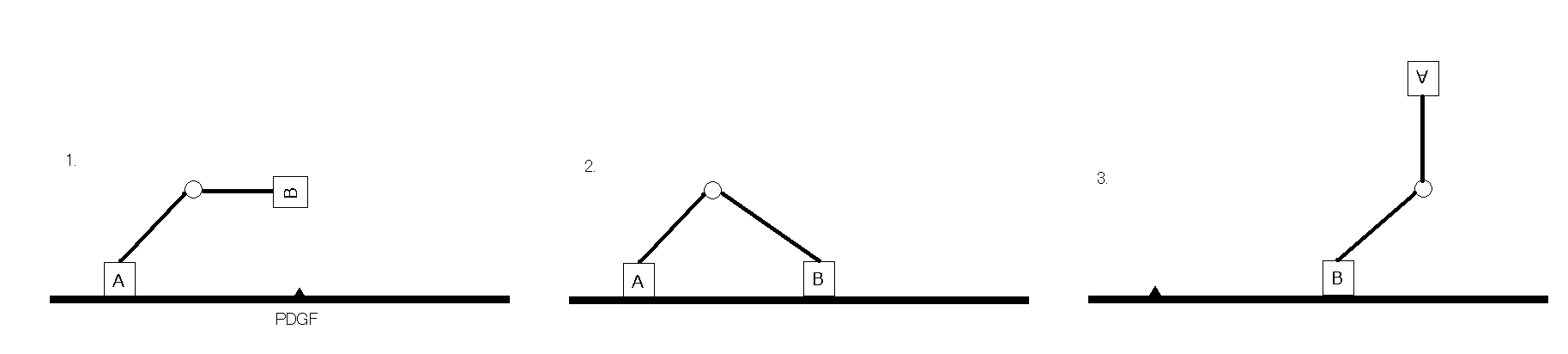
PDGFを使った移動方法

アームを操作するクルーは、ロボットアーム操作盤（英: Robotic Work Station, RWS）の3台（さらに補助のラップトップディスプレイも多数利用）の液晶ディスプレイを使って自分の作業状況を見る。RWSは2台あり、キューポラとデスティニーに各1台が置かれている。キューポラ到着まではRWSは2台ともデスティニーに置かれていた。RWSには回転ハンドコントローラーと移動ハンドコントローラーという2組のジョイスティック、表示操作盤、ノートパソコンが備えられている。

### モービルベースシステム

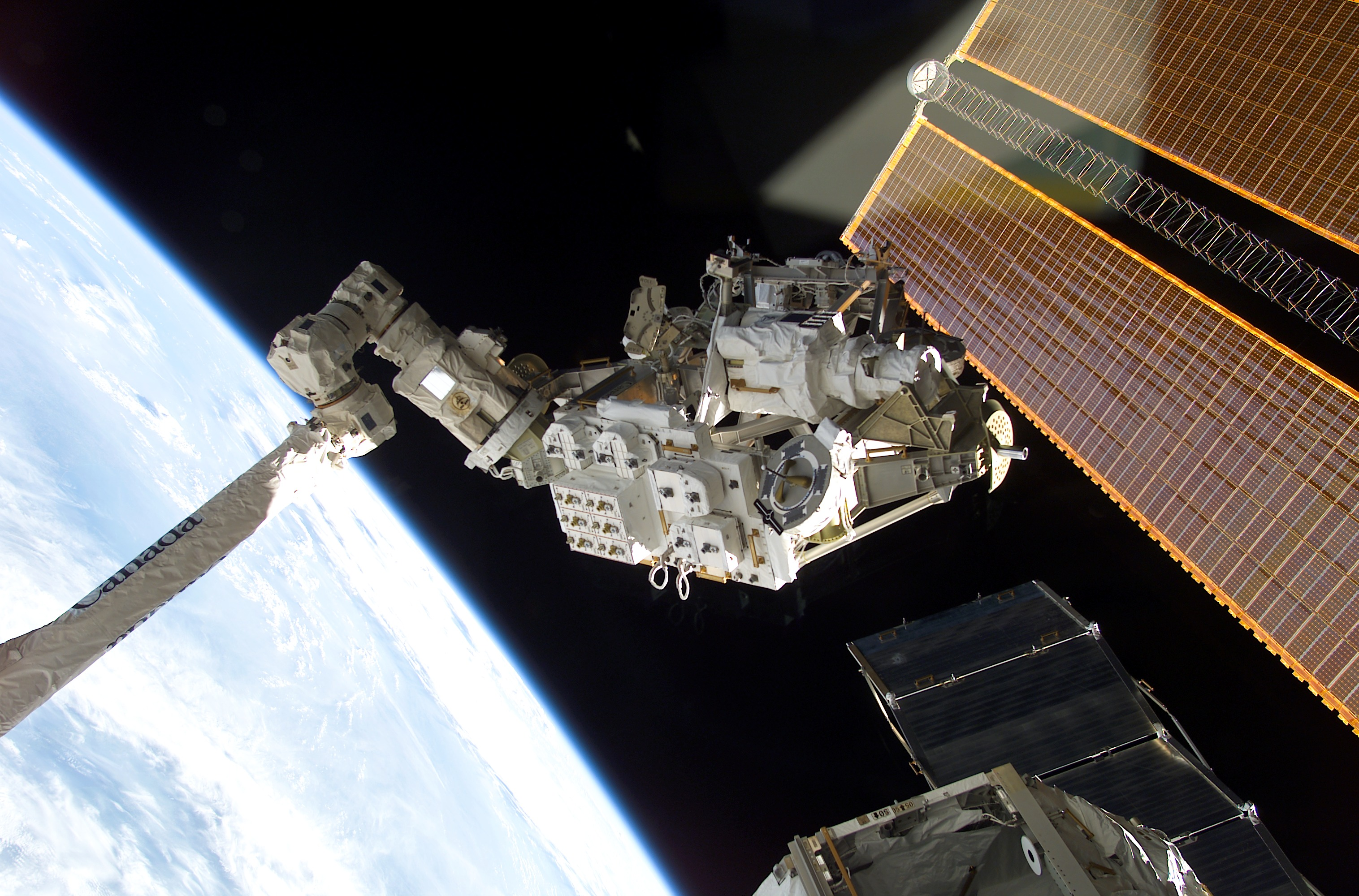
STS-111で、カナダーム2によりMT上に設置されるMBS

モービルベースシステム (MBS) は2002年6月のSTS-111で、モービルトランスポーター (MT) は2002年4月のSTS-110でISSに追加された。これらはISSのトラス上のレールを滑るように移動する。カナダアーム2がMBSに接続すると、トラス上を作業場所まで移動することができる。MTの最高速度は秒速1インチである。
MBSの本来の名称は「MRSベースシステム」で、ここでMRSとはモバイルリモートサービサー（英: Mobile Remote Servicer）のことである。

### デクスター
特殊目的ロボットアーム（英: Special Purpose Dexterous Manipulator, SPDM）は「デクスター」とも呼ばれ、小さな2本の腕と交換用の複数の工具、TVカメラ、照明などを持っており、従来は宇宙飛行士が宇宙遊泳で行っていた交換修理作業の一部を肩代わりすることができる。デクスターは、STS-123でISSに運ばれ、軌道上で組み立てられた。2011年に、曝露機器の移動作業と故障した電気部品の交換修理作業に使われ、初めて実用的に使用されるようになった。デクスターの操作は、ISS滞在クルーの作業負荷を減らすために、通常は地上から行われている。

## ISSのその他のロボットアーム
ISSには、ロシアセグメント専用のロボットアームとなる欧州ロボットアームの設置が予定されているほか、きぼうには船外実験プラットホームなどでの作業のために、独自のロボットアームが設置されている。